# 大念寺 (平塚市)

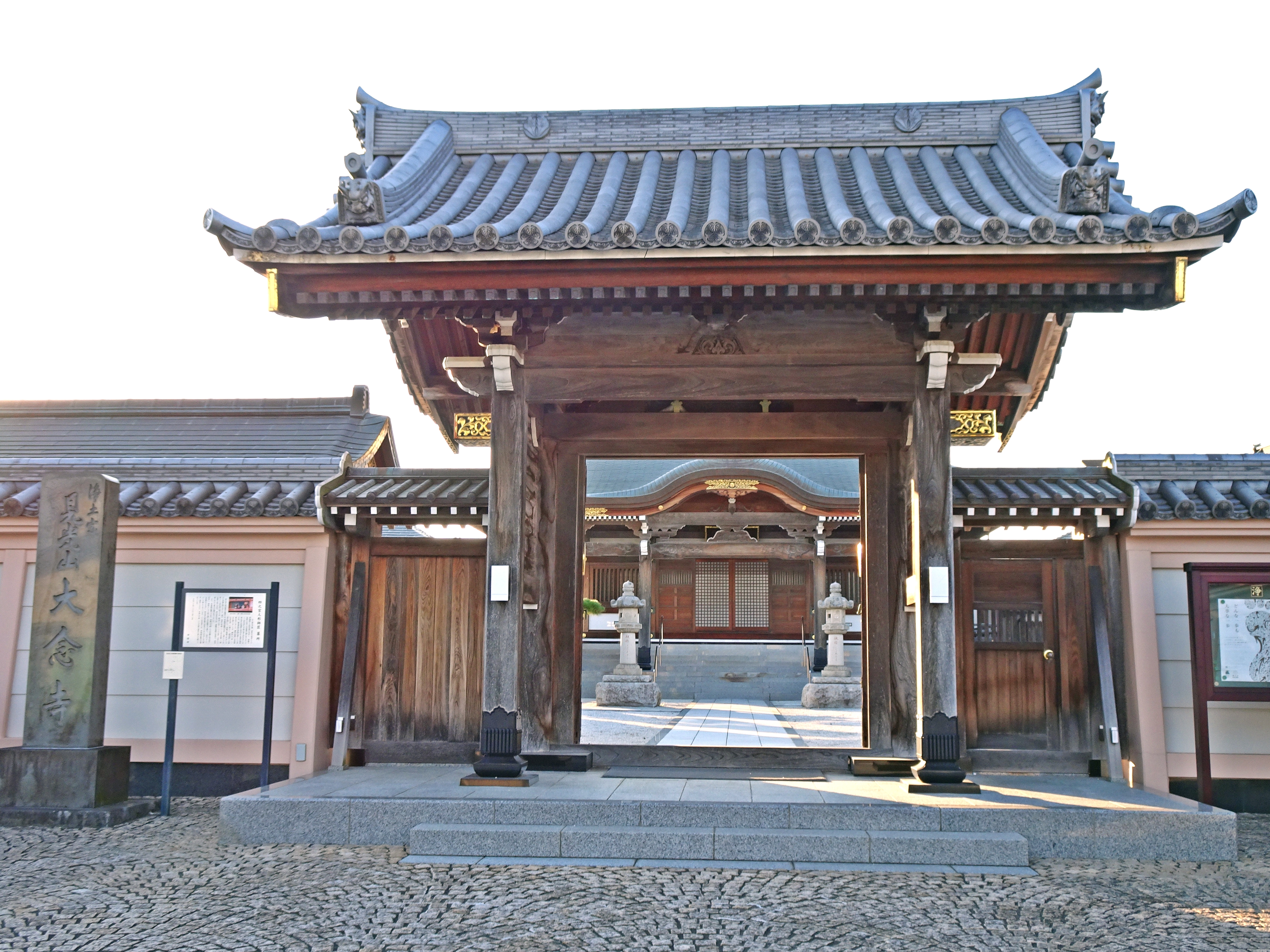
大念寺山門

大念寺（だいねんじ）は、神奈川県平塚市四之宮にある浄土宗の寺院である。山号は見光山。院号は眼性院。本尊は阿弥陀如来。

## 概要
1909年（明治42年）、大野小学校の新校舎落成祝賀会で、花火を打ち上げたところ不発玉のまま大念寺の草葺き屋根に落ち火事を引き起こし、当山の山門以外は全て全焼している。その際、由緒ある古資料のすべてが喪失してしまったと伝えられている。その後、大念寺第十七代真常和尚が、1917年（大正6年）に本堂を再建した。
1997年（平成9年）に開通した湘南銀河大橋は、平塚市四之宮から、寒川町田端を結ぶ橋となり、その影響で大念寺墓地の半分が県道44号線となる。大念寺墓地並びに境内・本堂の大改修を致し、平成19年5月に本堂落成慶讃法要を行い、今現在に至る。
　

## 年間行事
- 施餓鬼法要
- 十夜法要